# Swastika
Swastika egy kis település Kanadában, Ontario tartományban. A területen 1904-ben egy testvérpár, Jim és Bill Dusty kezdett ezüst után kutatni, azonban nem találtak belőle. Helyette viszont aranyat fedeztek fel, és 1907-ben létrehozták a Swastika aranybányát, amely onnan kapta nevét, hogy a testvérpár szvasztika szerencsemedált viselt. 1908-ban itt hozták létre az Észak-ontariói vasútvonal egyik állomását, és ebben az évben alakult meg a Swastika Bányászati Társaság, azonban az alacsony kezdeti hozam miatt csökkent az érdeklődést a terület iránt. Ez azonban megváltozott, mikor 1911-ben a településtől 5 kilométerre keletre is aranyat találtak, és a város fejlődésnek indult. Hotelek, iskolák és boltok nyíltak az aranybányászok számára, akik kezdetben a Swastika bányában dolgoztak, majd annak kimerülése után az újonnan feltárt lelőhelyen. Ezen a településen fogant Unity Mitford, Adolf Hitler belső körének későbbi tagja is, mikor arisztokrata szülei itt kutattak arany után.
A település neve a Nemzetiszocialista Német Munkáspárt németországi hatalomra jutása után kezdett gondokat okozni a településnek, és a második világháború kitörése után nevét meg akarták változtatni. Az Ontarióban lévő Berlint Kitchenerre változtatták, majd Swastika nevét is lecserélték Winstonra, Winston Churchill tiszteletére. Erről azonban nem kérdezték meg a helyieket, akik egyszerűen felszedték az új helységnévtáblát, és visszahelyezték a régit. E mellé kihelyeztek egy másik feliratot is, amin az állt, hogy „A pokolba Hitlerrel, mi találtuk ki ezt a nevet előbb!” A lakosok elszántságát látva végül mégsem nevezték át a települést, amelynek neve így Swastika maradt.